# Blue Frog
Blue Frog war ein unter der MPL Mozilla Public Lizenz stehender Spamfilter.
Um in die Whitelist und Blacklist eintragen zu können, war eine Registrierung notwendig. Blue Frog integrierte sich in Outlook, Outlook Express, Thunderbird und Firefox. Berichte über Spam wurden über eine mit OpenSSL verschlüsselte Verbindung an Bluesecurity geschickt und zentral gespeichert.
Blue Frog hob sich dadurch von anderen Spamfiltern ab, dass aktiv gegen Spammer vorgegangen wurde. Das funktionierte folgendermaßen: Der Benutzer schickte seinen Spam über eine ihm speziell zugewiesene E-Mail-Adresse an Bluesecurity.com. Dieser eingeschickte Spam wurde von Spezialisten analysiert und ein entsprechendes Beschwerdeskript für die Seite, um die geworben wurde, programmiert. Sobald dieses verfügbar war, verwendeten die Blue Frog-Clienten der betroffenen Benutzer dieses Skript, um eine Beschwerde an die Seite zu schicken. Bluesecurity achtete dabei darauf, dass tatsächlich pro eingesendeter Spam-E-Mail nur eine Beschwerde an die betreffende Seite geschickt wurde.
Beginnend mit dem 1. Mai 2006 wurde die Website des Programmes mittels DDoS-Attacken attackiert. Per E-Mail wurden Mitarbeiter bedroht und Falschinformationen über das Programm Blue Frog verbreitet. Daraufhin gab BlueSecurity am 16. Mai 2006 bekannt, den Dienst einzustellen.
Kurz darauf war unter der Bezeichnung Okopipi ein neues, unabhängiges Projekt in Arbeit, welches das Blue-Frog-Prinzip auf P2P-Basis umsetzen sollte. DDoS-Angriffe auf eine verteilte Struktur sind mindestens schwierig, wenn nicht aussichtslos.
Mittlerweile ist die Arbeit an Okopipi eingestellt worden. Mit den Worten „the little frog is dead, long live to spam!“ konstatiert einer der Initiatoren von Okopipi die fehlende Bereitschaft von Freiwilligen, das Projekt zu unterstützen.